# Arthur Melvin Okun
Arthur Melvin Okun (Jersey City, 	28 de novembro de 1928 - Washington, D.C., 23 de março de 1980) foi um analista e chefe do Conselho de Assessores Económicos do Presidente dos Estados Unidos Lyndon B. Johnson. Estudou a relação entre o desemprego e o Produto Interno Bruto (PIB), e foi o formulador da Lei de Okun.

## Obras
Okun foi autor de diversos trabalhos, alguns dos quais publicadas postumamente. Equality and Efficiency: the Big Tradeoff, de 1975 é considerada sua principal obra.
- 1959, A Review of Some Economic Forecasts for 1955–57, Econometrica
- 1960, On the Appraisal of Cyclical Turning Point Predictors, Journal of Business
- 1960, The Value of Anticipations Data in Forecasting National Product, in Quality and Economic Significance of Anticipations Data
- 1962, Potential GNP: Its measurement and significance, Proceedings of ASA
- 1963, Comment on Friedman's and Schwartz's Money and Business Cycles, REStat
- 1963, Investment Demand at Full Employment, Proceedings of ASA
- 1963, Monetary Policy, Debt Management and Interest Rates: A Quantitative Appraisal, in Stabilization Policies
- 1970, The Political Economy of Prosperity
- 1973, Upward Mobility in a High-Pressure Economy, BPEA
- 1975, Inflation: Its mechanics and welfare costs, BPEA
- 1975, Equality and Efficiency: the Big Tradeoff
- 1978, Efficient Disinflationary Policies, AER
- 1980, Rational Expectations with Misperceptions as a Theory of the Business Cycle, JMCB
- 1981, Prices and Quantities: A macroeconomic analysis
- 1983, Economics for Policymaking: Selected Essays